# Vindekilde
Vindekilde er en lille bebyggelse beliggende i Fårevejle Sogn, på Sjælland.
Vindekilde ligger vest for Fårevejle Stationsby i Odsherred Kommune.